# Eisenbahnunfall im Heiligenberg-Tunnel
Der Eisenbahnunfall am Heiligenberg-Tunnel war ein Eisenbahnunfall am Heiligenberg-Tunnel auf der Bahnstrecke Mannheim–Saarbrücken, der sich am 28. Juni 1988 ereignete und bei dem ein Mensch ums Leben kam.

## Ausgangslage
Starke Regenfälle bewirkten, dass von der südlichen Stützmauer der östlichen Tunneleinfahrt Steine auf die Gleise fielen.

## Unfallhergang
Ein Güterzug, gezogen von Lok 140 633, fuhr durch den Tunnel Richtung Osten. Der Triebfahrzeugführer bemerkte die Bruchstelle aus einer Entfernung von 150 Metern. Obwohl er den Zug bremste, vermochte er nicht zu verhindern, dass die Lokomotive und drei Wagen entgleisten, als er mit immer noch 75 km/h auf das Hindernis aufprallte.
Etwa gleichzeitig fuhr in der Gegenrichtung ein Schnellzug mit Lok 110 104. Dessen Lokomotivführer bemerkte einen Spannungsabfall in der Oberleitung und führte diesen fälschlicherweise auf einen Blitzschlag zurück. Kurze Zeit später stieß er mit der entgleisten Güterzuglok zusammen, die in sein Lichtraumprofil ragte. Die Lokomotive des Schnellzuges entgleiste in Richtung der nördlichen Stützmauer. Nach 120 und 130 Metern kamen die Züge zum Stehen. Gleise und Wände im Tunnel wurden erheblich beschädigt.

## Folgen
Ein Fahrgast wurde getötet, zehn schwer und 28 leicht verletzt.
Die Strecke war zwischen Kaiserslautern und Hochspeyer nach dem Unfall für 56 Stunden komplett gesperrt. Die Züge der in Hochspeyer abzweigenden Alsenztalbahn, die stets bis Kaiserslautern durchgebunden wurden, fuhren während dieser Zeit über die Bahnstrecke Kaiserslautern–Enkenbach, die sonst zu dieser Zeit nicht vom Personenverkehr genutzt wurde. Aufwändiger gestaltete sich die Umleitung der Züge der Magistrale Mannheim–Saarbrücken. Einige wurden ab Saarbrücken über die Nahetalbahn geleitet, andere über die Bahnstrecke Landau–Rohrbach. Die mit Elektroloks verkehrenden Züge, die bis Kaiserslautern fuhren, bekamen dort eine Diesellokomotive vorgespannt und fuhren ebenfalls bis zum Bahnhof Enkenbach, um dort Kopf zu machen. Anschließend wurden sie über die Alsenztalbahn in den Bahnhof Hochspeyer geführt, da die Verbindungskurve in Richtung Mannheim nicht befahren werden konnte. Nach einem erneuten Fahrtrichtungswechsel fuhren sie weiter in Richtung Osten.
Die beiden beschädigten Lokomotiven und ein ebenfalls in Mitleidenschaft gezogener UIC-X-Wagen wurden zunächst einige Zeit im nahe gelegenen Bahnhof Hochspeyer abgestellt. Einige Monate später wurden die Loks vor Ort zerlegt.